# Еревански държавен медицински университет „Мхитар Хераци“
Ереванският държавен медицински университет „Мхитар Храци“ (на арменски: Մխիթար Հերացու անվան Երեվանի Պետական Բժշկական Համալսարան) е държавен университет в град Ереван, Армения. Университетът носи името на Мхитар Хераци (XII век) – лекар и автор на книги по лечение, основоположник на арменската медицина. Основан е през 1920 г. В него се обучават около 8000 студенти. От 2016 г. ректор на университета е Армен Мурадян.

## История
Преди създаването на университета в Демократична република Армения значителен брой арменски студенти учат в частния университет, разположен в град Тифлис (дн. Тбилиси, Грузия). По време на конференция през 1919 г. се обсъжда създаването на университет в Ериван (дн. Ереван). На 31 януари 1920 г. университетът временно отваря врати в сградата на търговски център в Дедеагач, Кралство Гърция. През следващата учебна година се премества в сградата на Ериванската педагогическа семинария и през 1922 г. е наречен Еривански държавен университет. В края на октомври 1920 г. Амо Оганджанян и министърът на образованието Казарян подписват указ „Закон за откриване на медицински факултет в университета“, но той не се прилага, тъй като Демократична република Армения става част от Съветския съюз.
На 3 ноември 1921 г. в Ериван е открито медицинско училище, а на 15 март 1922 г. е създаден Медицинският факултет на Ериванския държавен университет. Първият декан е д-р Спандрарат Камсаракан, а преподавателският състав се състои от 6 души.

### Съветски период
През 1927 г. завършват първите 32 студенти на Медицинския факултет. През 1930 г. Арменската ССР взима решение да създаде независими университети, един от тях е Държавният медицински университет. От началото на Втората световна война студенти и преподаватели от медицинските институти в Краснодар и Орджоникидзе (дн. Владикавказ) се преместват в Ереван. През 1947 г. е създадено студентско научно дружество. През 1958 г. е създаден вестник „Бъдещ лекар“, който излиза и до днес. Създаден е Отдел за чуждестранни студенти, за студенти от арменската диаспора. С решение от 25 май 1989 г. Министерският съвет на Армения наименува Ереванския медицински институт на името на известния арменски средновековен лекар Мхитар Хераци.

### След независимостта
През 1994 г. е основана катедра по Военна медицина. През 1992 г. по инициатива на студенти се сформира студентски парламент, който играе важна роля за организацията вътре в университета. През 1995 г. правителството на Армения дава на университета официален статут на университет. През същата година целият медицински комплекс е добавен към Медицинския университет. През учебната 2005/2006 г. университетът преминава към двустепенна образователна система.
С постановление на правителството на Република Армения от 27 ноември 2014 г. държавната организация с нестопанска цел „Еревански държавен медицински университет „Мхитар Хераци““ е реорганизирана във фондация „Еревански държавен медицински университет „Мхитар Хераци“.